# (435) Ella
(435) Ella es un asteroide perteneciente al cinturón de asteroides descubierto el 11 de septiembre de 1898 por Friedrich Karl Arnold Schwassmann y Maximilian Franz Wolf desde el observatorio de Heidelberg-Königstuhl, Alemania.
Se desconoce la razón del nombre.